# HD 117207 b
HD 117207 b는 모항성 HD 117207를 3.79 천문단위 떨어져서 2,597일에 한 바퀴 도는, 목성과 비슷한 외계 행성이다. 다만 공전 궤도는 목성보다 더 많이 찌그러져 있다. 2005년 켁 천문대 제프리 마시가 발견 사실을 공식 발표했다.

## 같이 보기
- HD 117618 b

## 참고 문헌
- (영어) Marcy 연구진 (2005). “Five New Extrasolar Planets”. 《The Astrophysical Journal》 619 (1): 570–584. doi:10.1086/426384. 2012년 2월 16일에 원본 문서에서 보존된 문서. 2009년 6월 21일에 확인함.